# Грейм, Стефан Сигизмундович
Стефан Сигизмундович Грейм (1 мая 1888 — 17 августа 1916) — русский военный лётчик, штабс-капитан, участник Первой мировой войны, кавалер ордена Святого Георгия 4-й степени (1917).

## Биография
Стефан Грейм родился 1 мая 1888 года в Варшаве в семье мещан. По вероисповеданию был католиком.
Начальное образование получил во Владикавказском реальном училище, в 1906 году получил звание рядового и поступил на службу в 81-й пехотный Апшеронский полк. Затем, в 1907 году вступил в Алексеевское военное училище, которое окончил в 1909 году, по окончании училища, 6 августа 1909 года был произведён в чин подпоручика и был направлен в 80-й пехотный Кабардинский полк. 17 сентября того же года стал младшим офицером в полку. 22 июля 1911 года начал службу в 41-й артиллерийской бригаде, а с 10 ноября 1912 года служил в 44-й артиллерийской бригаде, затем вновь продолжил службу в 41-й бригаде. 27 января 1913 года получил чин подпоручика, а 21 августа того же года выдержал экзамен на получение звания лётчика.
Принимал участие в воздушных боях Первой мировой войны, был удостоен ряда орденов. С 1916 года служил в 35-м корпусном авиационном отряде, также числился в 41-м парковом артиллерийском дивизионе. 17 августа 1916 года, возвращаясь с разведывательного вылета, вблизи селе Затурцы, вступил в бой с четырьмя аэропланами противника. В результате был сбит и погиб.
4 января 1917 года был произведён в чин штабс-капитана, через 9 дней после этого удостоен ордена Святого Георгия 4-й степени.

## Награды
Стефан Сигизмундович был удостоен следующих наград:
- Орден Святого Георгия 4-й степени (Приказ по армии и флоту от 10 июня 1917[2]) — «за то, что, будучи в чине поручика, возвращаясь 17-го августа 1916 г. с воздушной разведки неприятельской позиции, вступил в неравный бой с 4 немецкими аэропланами над лесом близ с. Затурцы, был сбит ими и погиб, смертью запечатлев содеянный им геройский подвиг»;
- Орден Святой Анны 2-й степени с мечами (Приказ по Особой армии № 39 от 13 января 1917);
- Орден Святой Анны 3-й степени с мечами и бантом (Высочайший приказ от 2 декабря 1915);
- Орден Святой Анны 4-й степени с надписью «За храбрость» (Высочайший приказ от 6 июня 1915);
- Орден Святого Станислава 2-й степени с мечами;
- Орден Святого Станислава 3-й степени (Высочайший приказ от 2 сентября 1915).